# Jon Mark

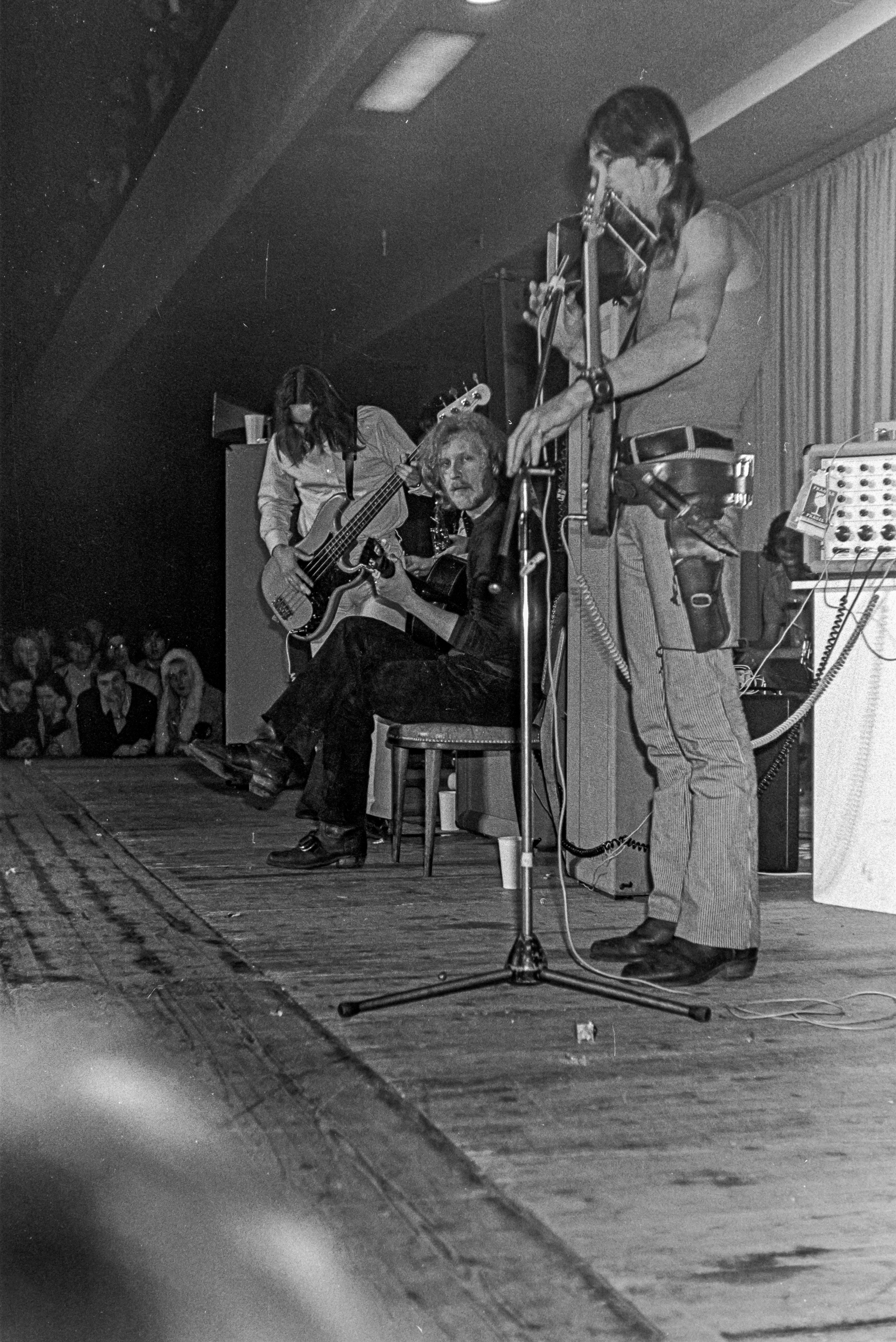
Gitarrist Jon Mark (sitzend) als Teil von John Mayalls „Turning Point“-Quartett (mit John Mayall und Steve Thompson (Bass), 1970, Hannover)

Jon Mark (eigentlich John Michael Burchell; * 8. Mai 1943 in Falmouth; † 10. Februar 2021 in Rotorua, Neuseeland) war ein britischer Musiker (Songwriter, Sänger, Gitarrist und Keyboarder), der vor allem durch seine Bandmitgliedschaft bei John Mayall und in der Folk-Rock-Jazz-Band Mark-Almond bekannt war und 2004 gemeinsam mit seiner Frau Thelma Burchell für die Aufnahme und Produktion des Albums Geistliche Tibetische Gesänge der Mönche des Sherab-Ling-Klosters den Grammy für das Beste traditionelle Weltmusikalbum erhalten hat.

## Leben und Werk

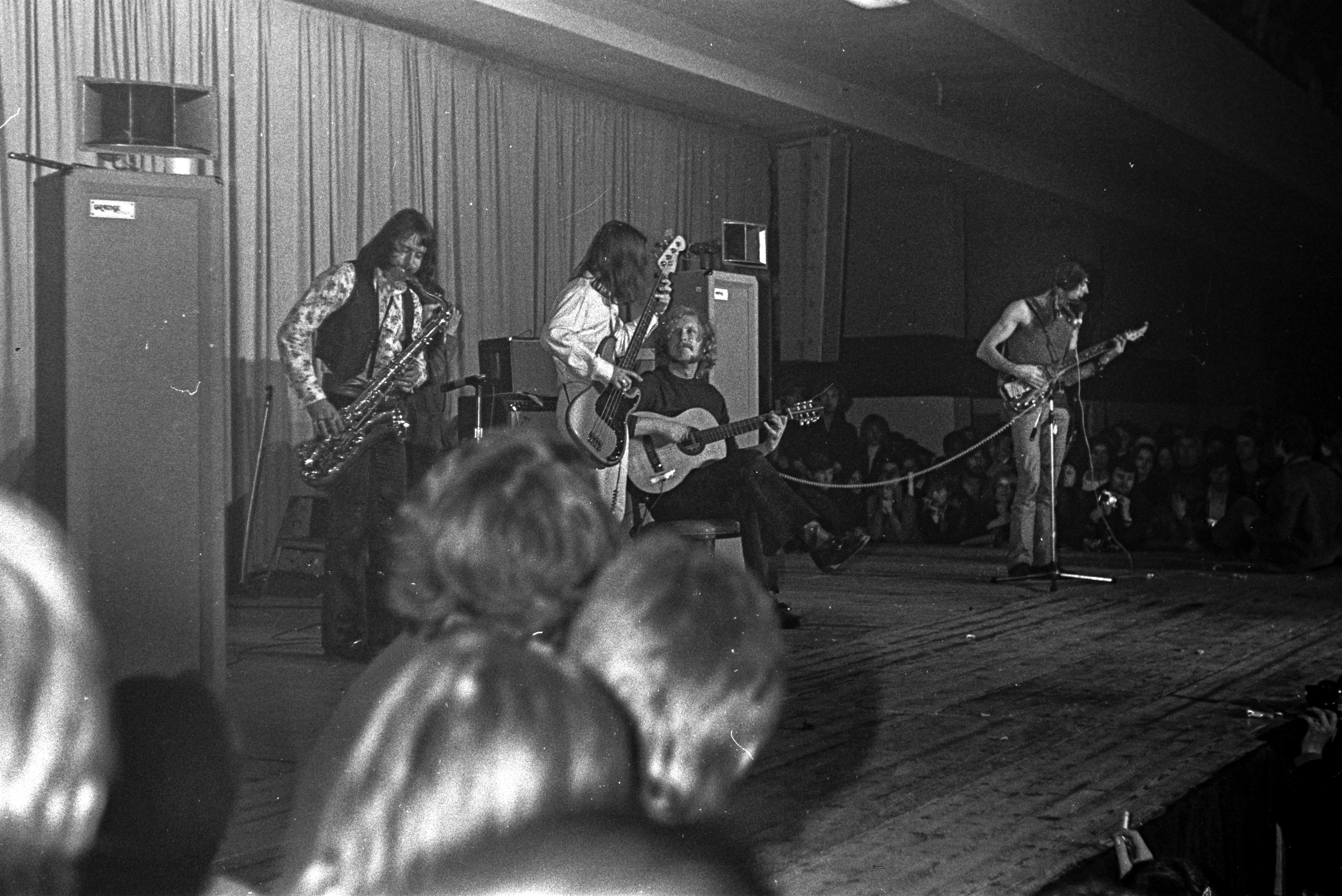
Gitarrist Jon Mark (sitzend) als Teil von John Mayalls „Turning Point“-Quartett, 12. Januar 1970, Hannover

Jon Marks Musiker-Karriere wurde maßgeblich von organisatorischen und finanziellen Schwächen seiner Plattenfirmen überschattet: So wurde sein 1965 fertiggestelltes Solo-Album „Sally Free and Easy“ erst 2017 veröffentlicht und der Vertrieb des 1969 veröffentlichten Debütalbums seiner Band „Sweet Thursday“ scheiterte am Konkurs der Plattenfirma, worauf sich die Band auflöste und Jon Mark zu John Mayall wechselte. Bereits 1963 nahm Jon Mark mit seinem Schulfreund – dem späteren Cat-Stevens-Gitarristen – Alun Davies das Album „Relax Your Mind“ auf, das, von Shel Talmy produziert, ein Geheimtipp blieb und bislang nicht neu aufgelegt wurde. Jon Mark wurde von Shel Talmy, für den er als Session-Musiker und Produzent wirkte, unter Vertrag genommen, aber die Veröffentlichung des fertiggestellten, für Herbst 1965 angekündigten Akustik-Folk-Albums „Sally Free and Easy“ geschah erst mit einem halben Jahrhundert Verspätung (ergänzt mit einigen Outtakes sowie Jon Marks Debüt-Single als Bonus-Tracks). Den titelgebenden Folk-Klassiker Sally Free and Easy nahm Jon Mark einmal mit Akustik-Gitarre, einmal mit Sitar auf, wodurch sein Album eines der ersten Pop- bzw. Folk-Alben ist, auf denen die Sitar als bestimmendes Begleitinstrument verwendet wurde. Sitarhafte Klänge sind bei Jon Marks Lied Baby I Got a Long Way to Go zu hören, das Talmy im Sommer 1965 Ray Davies von den Kinks vorgespielt hat, der das Sitar-Klangbild in seinem Lied See My Friends mittels entsprechend gestimmter Gitarren und Double-Tracking nachgeahmt hat. Da aber Jon Marks Album bis 2017 unveröffentlicht blieb, genossen die Kinks die Ehre, als erste Sitar-Klänge für die Pop-Musik genutzt zu haben. Aus diesem Grund hat Talmy in Interviews wiederholt mit Nachdruck darauf hingewiesen, dass es Jon Marks unveröffentlicht gebliebenes Lied war, das Davies zu der Sitar-Klangbild-Nachahmung des Kinks-Hits „See My friends“ angeregt hat. Weitaus wichtiger ist die Klarstellung, dass Jon Mark bereits 1965 bei seiner Einspielung des Folk-Klassikers Sally Free and Easy die Sitar als Begleitinstrument auf einem Folk-Album verwendet hat.
Ab Mitte der 1960er-Jahre komponierte und arrangierte Jon Mark Lieder für Marianne Faithfull, die er im Studio sowie bei ihren Bühnen-, Radio- und TV-Auftritten als Akustikgitarrist begleitet hat und die einige seiner Lieder („Go Away From My World“, „Lullaby“, „Paris Bells“) in ihr Repertoire und auf Tonträger aufgenommen hat. 1965 schreibt Mark gemeinsam mit John Mayall für Georgie Fame und dessen Band Blue Flames dessen Hit „Something“.
Als Nächstes gründete Jon Mark gemeinsam mit Alun Davies, Nicky Hopkins, Brian Odgers und Harvey Burns die nach John Steinbecks Roman „Sweet Thursday“ genannte Band. Das Debütalbum „Sweet Thursday“ fiel allerdings zeitlich mit dem Konkurs der Plattenfirma zusammen, worauf sich „Sweet Thursday“ auflöste. Im selben Jahr veröffentlichte Lee Hazlewood auf seinem Album „Forty“, auf dem Nicky Hopkins als Studiomusiker mitwirkte, Jon Marks Lieder „Paris Bells“ und „Bye Baby“. Weiters wurde Jon Mark als Sänger des Titelsongs von Christopher Morahans „Swinging Sixties“-Film „All Neat in Black Stockings“ engagiert, dessen Filmmusik von Robert Cornford komponiert wurde und der 1969 ins Kino kam.
Damals, berichtet Cat Stevens in einem Interview, wollte er Jon Mark als Gitarristen für seine Begleitband und das Album „Mona Bone Jakon“ verpflichten, doch Jon Mark lehnte ab, weil er nicht länger bloß jemandes Begleitmusiker sein, sondern mehr eigene Lieder schreiben und spielen sowie als Künstler neue Ideen ausprobieren wollte.
Im Sommer 1969 wechselte Jon Mark zu John Mayall, wo er Teil des erfolgreichen und stilbildenden „Turning-Point“-Quartetts wurde, das sogleich auf Tournee ging und die Alben „The Turning Point“ (1969) und „Empty Rooms“ (1970) einspielte. In Mayalls Band lernte Jon Mark den Saxofonisten und Flötisten Johnny Almond kennen, mit dem er 1970 gemeinsam mit dem Bassisten Roger Sutton und dem Keyboarder Tommy Eyre, die Folk-Rock-Jazz-Band Mark-Almond gründete, die bis Anfang der 1980er-Jahre acht Alben veröffentlicht hat und im Lauf der Jahre mehrere Umbesetzungen und Namenswechsel erfuhr: „Jon Mark/Johnny Almond“, „The Mark/Almond Band“, „Jon Mark/Mark-Almond Band“ bzw. „Mark-Almond Band“.
Während einer Tournee hat Jon Mark im Oktober 1972 in Hawaii den Großteil des linken Ringfingers eingebüßt, als Mark in Waikīkī von einem Baum sprang und dabei mit seinem Ring an einem Nagel hängenblieb, was den Abbruch der Tournee und die bleibende Einschränkung von Jon Marks Gitarrenspiel bedingt hat.
Ab Mitte der 1970er-Jahre hat Jon Mark mehrere Solo-Alben aufgenommen. Seit Ende der 1980er-Jahre hat er sich auf Ambient-Musik spezialisiert, die er auf seinem eigenen Label „White Cloud“ veröffentlicht. 2004 hat Jon Mark gemeinsam mit seiner Frau Thelma Burchell für die Aufnahme und Produktion des Albums Geistliche Tibetische Gesänge der Mönche des Sherab-Ling-Klosters den Grammy für das Beste traditionelle Weltmusikalbum (Best Traditional World Music Album) erhalten.
Im Jahr 2007 hat Jon Mark auf Radha Sahars Kinderlied-Album „Radha & The Kiwi Kids“ „Sing along with Teddy“ als Sänger mitgewirkt.
Jon Marks Ehefrau Thelma Burchell (20. November 1943 – 29. Dezember 2015) war an Krebs verstorben. Jon Mark, der in einem Porträt als „John Mayalls vergessene[r] Meisterschüler“ gewürdigt wurde, ist am 10. Februar 2021 in Rotorua, Neuseeland, gestorben.

## Familiäre Bedeutung des Künstlernamens
Die tiefere Bedeutung von John („Johnny“) Burchells Künstlernamen „Jon Mark“ war persönlicher Natur und wurde erst 2017 publik. Der Name sollte Jon Mark und seine spätere Frau an das ungewisse Schicksal ihres im Frühjahr 1963 geborenen und aus Not zur Adaption freigegebenen Sohnes John Mark erinnern, den beide Elternteile zeitlebens vermisst haben, bevor er 2017 seine leibliche Familie (Vater und Geschwister) aufsuchte.

## Auszeichnungen
- 2004 Grammy für das Beste traditionelle Weltmusikalbum (Best Traditional World Music Album).

## Diskografie

### Frühe Singles
- Baby I Got a Long Way to Go / Night Comes Down (1965).
- Paris Bells / Little Town Girl (Brunswick UK 05952, Februar 1966).
- Getting It Together / Mary On The Runaround (Tetragrammaton Records T-1512, Dezember 1968) (gemeinsam mit Sweet Thursday)
- All Neat in Black Stockings / Run To Me (Philips UK BF 1772, April 1969).[15]

### Frühe Alben
- Jon and Alun: „Relax Your Mind“ (1963) (gemeinsam mit dem späteren Cat-Stevens-Gitarristen Alun Davies)
- Sally Free and Easy (1965 bzw. 2017)
- Sweet Thursday: Sweet Thursday (1969) (gemeinsam mit Alun Davies, Nicky Hopkins, Brian Odgers und Harvey Burns)
- John Mayall: The Turning Point (1969)
- John Mayall: Empty Rooms (1969)
- Paul Williams & Friends: In Memory of Robert Johnson (1973)

### Mark-Almond
- Mark-Almond (1971)
- Mark-Almond II (1972)
- Rising (1972)
- 73 (1973)
- To the Heart (1976)
- Other Peoples Rooms (1978)
- Tuesday in New York (1980)
- Best of ... Live[16] (1981) (LP)
- Best of ... Live[16] (1981) (DoLP)
- The Last & Live (1987) (CD-Version von Best of ... Live)
- Night Music (1996)

#### Kompilationen
- The Best of Mark-Almond (1990) (Black Sun)
- The Best of Mark-Almond (1991) (Rhino)
- Mark-Almond (plus Bonustracks) (2007) (Bodyheat Records)

### Solo-Alben
- Sally Free and Easy (1965 bzw. 2017)
- Songs for a Friend (1975)
- The Lady and the Artist (1983)
- The Standing Stones Of Callanish (1988)
- Land of Merlin (1992)
- Hot Night (1992)
- Celtic Story (1995)
- A Sunday in Autumn (1995)
- Asia Journey (1996)
- All the Best From Jon Mark (1997)
- Leaving of Ireland (gemeinsam mit David Anthony Clark) (1999).
- Alhambra (2000)
- Quiet Land of Erin (2003)
- Meditation on Winter (2004)
- New York, New York. 24 Hours In The Big Apple (gemeinsam mit John Stanford und Nick van Dijk) (2008).
- Sand (gemeinsam mit David Parsons) (2008).

### Als Begleitmusiker
- Marianne Faithfull: Come My Way (1965)
- Marianne Faithfull: Go Away From My World (1965)
- Marianne Faithfull: Marianne Faithfull (1965)
- Marianne Faithfull: This Little Bird (1965)
- Marianne Faithfull: North Country Maid (1966)
- Mable Hillery: "It’s So Hard to Be a Nigger" (1968) (Gitarre)
- Ronnie Paisley Band: Smoking Mirrors (1979)
- Radha [Sahar] & The Kiwi Kids: Sing along with Teddy (als John Burchell, Gesang) (2007)